# Abia sericea
Abia sericea (Linnaeus, 1767) è un insetto imenottero della famiglia Cimbicidae.

## Descrizione

### Adulto
Le dimensioni di Abia sericea possono raggiungere i 10-12 millimetri. Gli esemplari adulti hanno un corpo largo con un vistoso colore verde-oro metallico. Il torace si presenta nero con riflessi bluastri e con peli radi. Le ali sono trasparenti con alcune macchie marroni. Le antenne hanno un colore rossiccio, a differenza delle altre specie appartenenti allo stesso genere, le cui antenne sono parzialmente o completamente nere. Le zampe sono gialle.

### Larva
Le larve di Abia sericea hanno un aspetto simile ai bruchi, con dimensioni fino a 30 millimetri. Hanno un colore blu chiaro con strisce orizzontali gialle e nere,

## Biologia
Gli adulti possono essere avvistati in un periodo che va da maggio a ottobre, e si cibano di nettare di Succisa pratensis, di Ferulago campestris o di Ferula communis.
Le larve, fitofaghe, sono attive nei mesi che vanno da giugno a settembre e si nutrono principalmente di Succisa pratensis, Knautia arvensis, Scabiosa ochroleuca e diverse specie del genere Dipsacus.

## Distribuzione e habitat
La specie è diffusa nella maggior parte dei paesi europei.
È principalmente rintracciabile in distese d'erba umida e nelle foreste; il suo habitat è limitato dalla presenza delle piante di cui si nutre.